# Pauw & Jinek: De Verkiezingen
Pauw & Jinek: De Verkiezingen is een Nederlands tv-programma van de omroepen KRO-NCRV en BNNVARA uitgezonden bij de publieke omroep NPO. Dit programma, gepresenteerd door Jeroen Pauw en Eva Jinek, wordt gemaakt rondom verkiezingstijd. Tijdens deze live-talkshow wordt er gesproken over alle actuele ontwikkelingen rondom de verkiezingen.

## Het eerste seizoen
Voor het eerst kwam deze talkshow op televisie voorafgaand aan de Tweede Kamerverkiezingen van 2017. Zo'n drie weken voorafgaand aan de verkiezingen op 15 maart 2017 waren er elke werkdag verschillende mensen uit de politiek te gast, zij gaan met elkaar in debat over grote onderwerpen die spelen in het land en prominenten uiten de standpunten van de partij waar zij voorstaan. Ook politiek journalisten politiek commentatoren en de belangrijkste gasten uit het nieuws over de komende verkiezingsstrijd gingen in gesprek met elkaar aan de tafel van Pauw en Jinek. Ter afsluiting van de uitzending was er vaak een cabaretier te gast die de ontwikkelingen aan tafel en in het land nog eens doornam op geheel eigen wijze.
Na afloop van de verkiezingen werd dit programma nog twee dagen uitgezonden op 16 en 17 maart, onder de noemer 'dag 1 en 2 van de formatie'. Met als grote vraag: wie wil er met elkaar een coalitie vormen?

## Het tweede seizoen
Met de Provinciale Statenverkiezingen 2019 in het vooruitzicht keerde het programma terug. Dit keer in de week voorafgaand aan de verkiezingen die plaatsvonden op 20 maart. Het programma werd uitgezonden telkens vanuit een andere locatie in het land. Om daar vervolgens met de lokale bevolking te spreken over hun zorgen en de kwesties die in die provincie spelen. Net als vorig seizoen waren er elke werkdag meerdere mensen uit de (Provinciale) politiek te gast. Daarnaast schoven ook politiek journalisten aan en gasten die een belangrijke rol speelden in het nieuws rondom de verkiezingen. De uitzending werd meestal afgesloten door een bijdrage van een cabaretier. Deze verkiezingen vielen vooral de campagnespotjes van de verschillende partijen erg op en deze werden dan ook uitgebreid behandeld.

## Jaïr Ferwerda
Journalist Jaïr Ferwerda werd net als in het programma Jinek ook tijdens Pauw & Jinek: De Verkiezingen ingezet als politiek verslaggever. Ferwerda ging mee op campagne in het land. Daarbij sprak hij politieke prominenten over hun plannen voor Nederland en de provincies.